# Pfarrkirche Neukirchen bei Altmünster

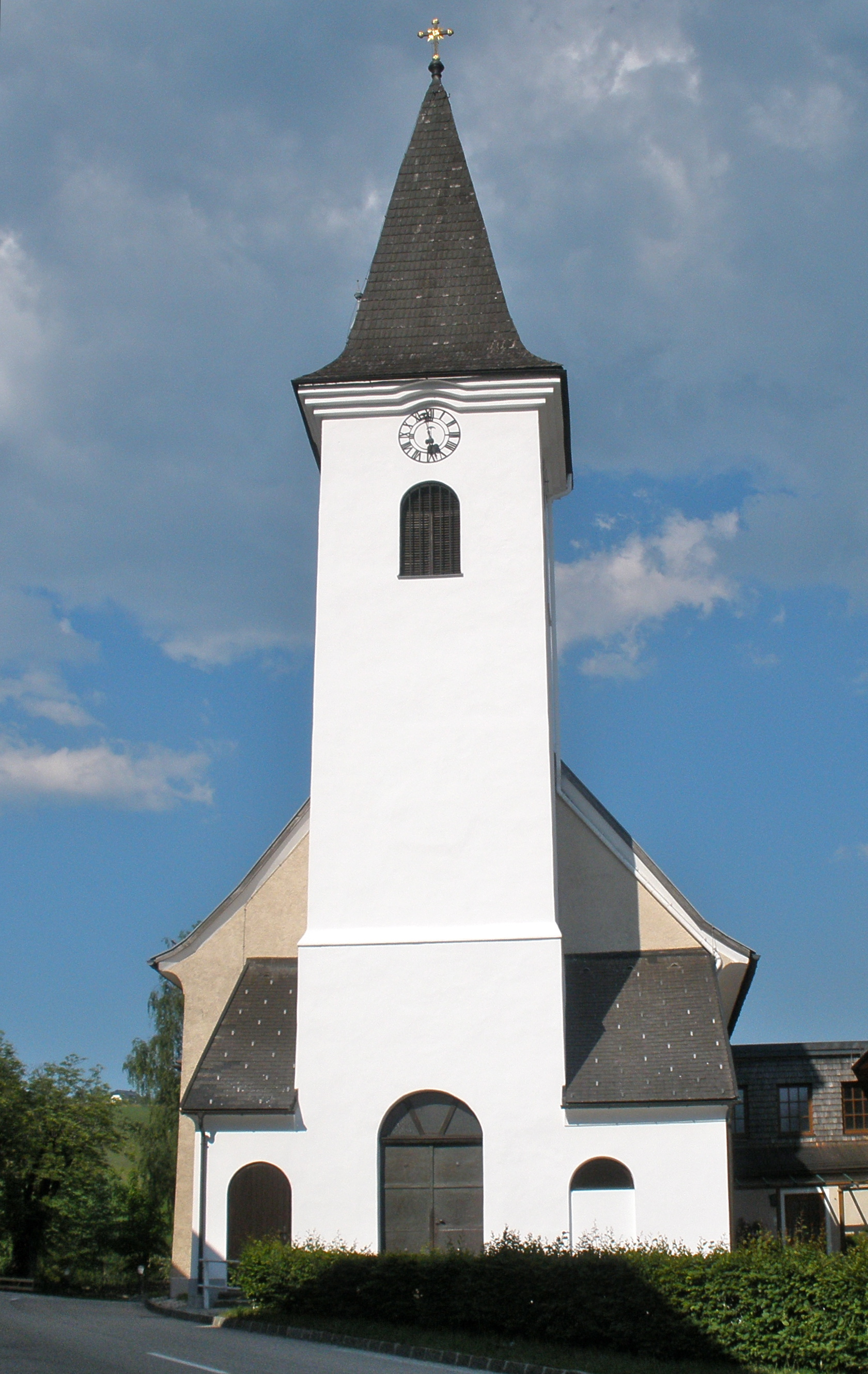
Pfarrkirche Neukirchen bei Altmünster

Die Pfarrkirche Neukirchen bei Altmünster  liegt in der Ortschaft Neukirchen bei Altmünster der oberösterreichischen Marktgemeinde Altmünster im Bezirk Gmunden. Die römisch-katholische Pfarrkirche gehört zum Seelsorgeraum der Pfarrkirche Altmünster im Dekanat Gmunden der Diözese Linz. Das Patrozinium lautet auf Maria Schnee. Der Sakralbau steht unter Denkmalschutz.

## Geschichte
Der Altmünsterer Ortsteil Neukirchen trug früher die Namen Viechtau und Miesenbach. Viechtau ist erstmals 1346 in einer Urkunde erwähnt. Ab dem Bau der Kirche in den 1750er Jahren bürgerte sich der Name Neukirchen ein, da die Leute zu der „neuen Kirche“ gingen. Im Zuge der Einführung von Postleitzahlen (1965) wurde der Name der Ortschaft endgültig von Neukirchen in der Viechtau auf das heutige Neukirchen bei Altmünster geändert.
Die Bewohner waren ursprünglich nach Altmünster und zum Teil nach Traunkirchen eingepfarrt. Die Schwierigkeit des Kirchenbesuchs war laut Schreiben eines Regierungsbeamten: „ein Zustand, der die Zunahme von protestantischen Häusern begünstige“. Im Jahr 1753 wies die Hofkammer in Wien mit einem Dekret den Salzamtmann in Gmunden an, in der Viechtau eine einfache Kirche samt Pfarrhaus zu bauen. Bereits ein Jahr später war die Kirche fertiggestellt. Von 1754 bis 1787 wurde die Kirche als Missionsstation bezeichnet, dann erfolgte die Erhebung zur Pfarrexpositur von Altmünster, also zu einem Seelsorgebezirk ohne eigene Vermögensverwaltung. Die Sakristei ist auf 1798 datiert, der Kirchturm auf 1840.
Am 5. August 1846, nachdem die Kirche bereits 92 Jahre bestand, erfolgte die Einweihung auf das Patrozinium „Maria Schnee“. Im Zuge der Auflösung der Grundherrschaften und Bildung von politischen Gemeinden ab 1849 wurde auch Neukirchen als Gemeinde eingerichtet. Der Besitzer der Großalm am Höllengebirge wurde erster und einziger Bürgermeister, bereits 1861 kam es zur Zusammenlegung mit der Marktgemeinde Altmünster. Im Jahr 1855 legte man einen Friedhof an, bis dahin wurden die Verstorbenen nach Altmünster verbracht. 1867 wurde Neukirchen ein Vikariat, dies war ein räumlich abgegrenzter Bereich, dem ein ständiger Seelsorger – der Pfarrvikar – vorstand. Im Jahr 1891 wurde Neukirchen zur selbständigen Pfarre und Maria Schnee somit zur Pfarrkirche erhoben.
In den 1950er Jahren wurde die Kirche generalsaniert. Der Anbau an den Pfarrhof und die neue Josefskapelle stammen aus 1964. Das Glockengeläute wurde 1965 elektrifiziert. 2000 wurde der Sakralbau neuerlich renoviert.

## Kirchenausstattung
Die Pfarrkirche Maria Schnee ist ein einfacher barocker tonnengewölbter Sakralbau von 1754. Der barocke Hochaltar stand ursprünglich in der Wiener Minoritenkirche und wurde um 1780 in Neukirchen aufgestellt.
1902 ersetzte man den Zwiebelturm durch einen Spitzturm. Seit 1962 versieht die neue Orgel ihren Dienst. 1972 wird die bisherige Kanzel als Ambo adaptiert. Im Zuge der Liturgiereform wurde auch die Kommunionbank entfernt.

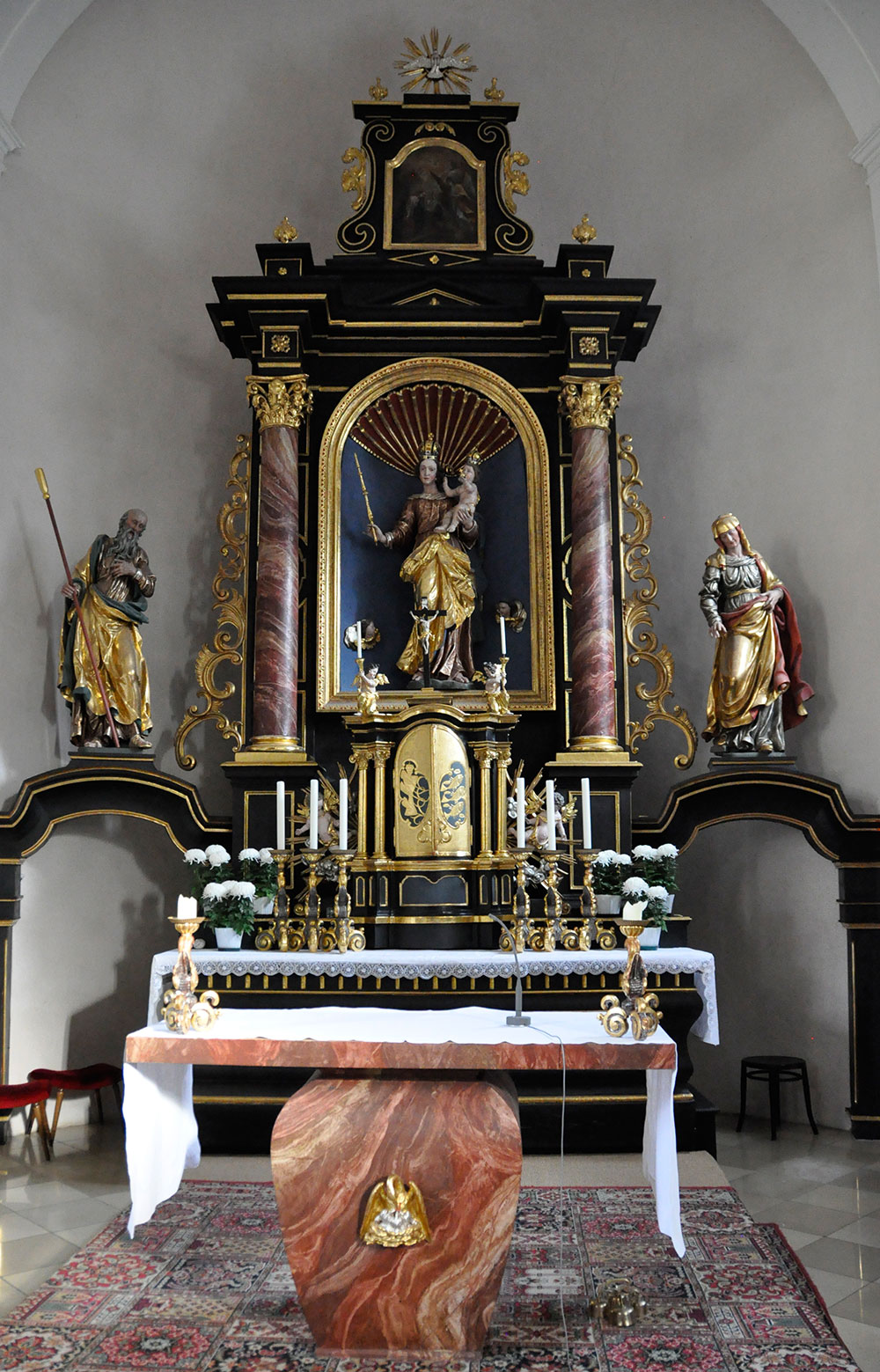
Hochaltar
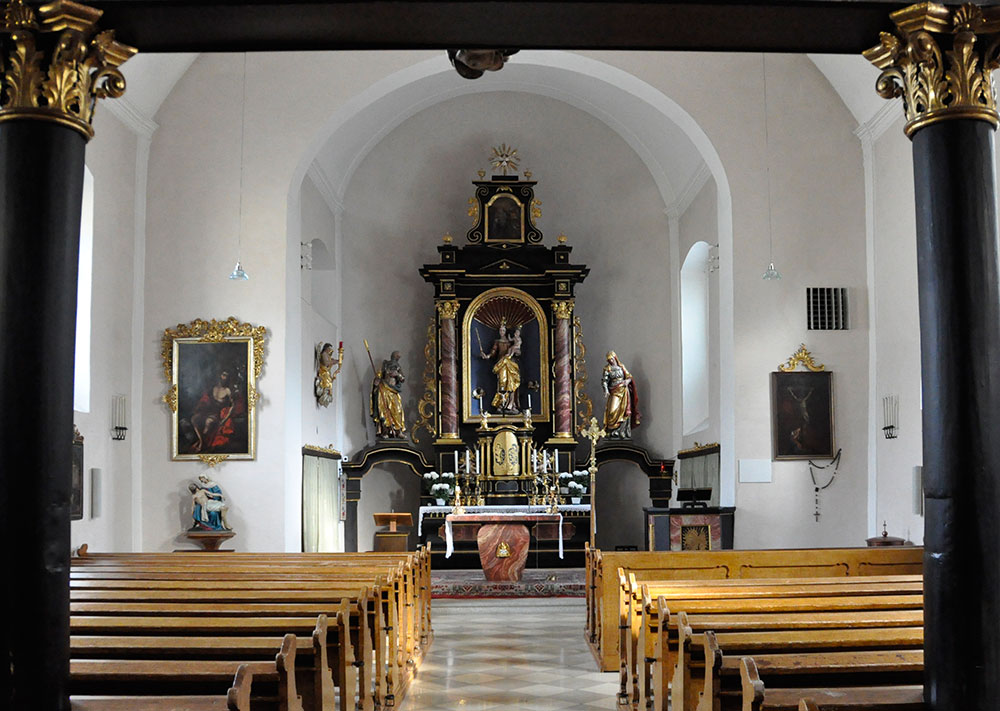
Innenansicht
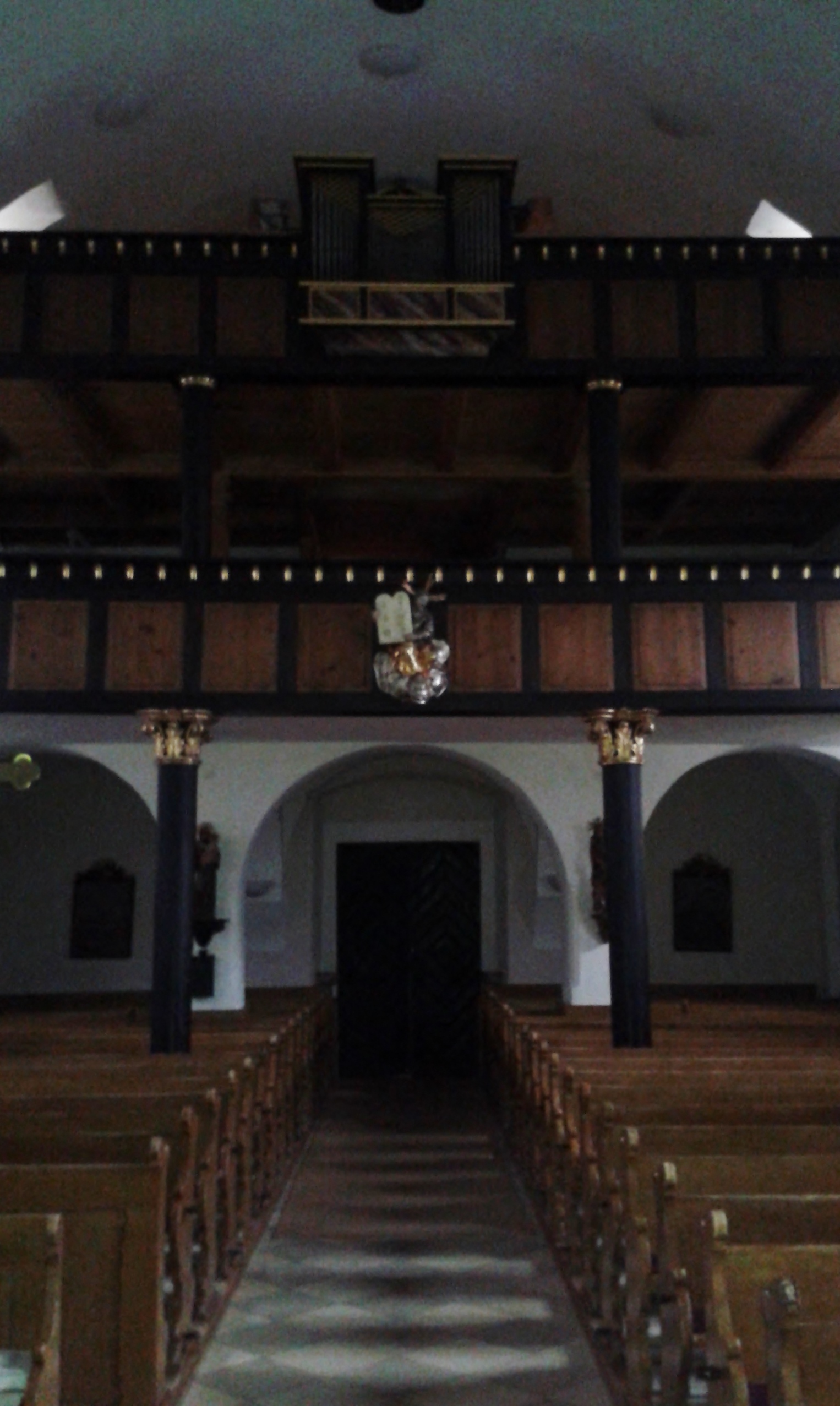
Empore